# Havstenssund

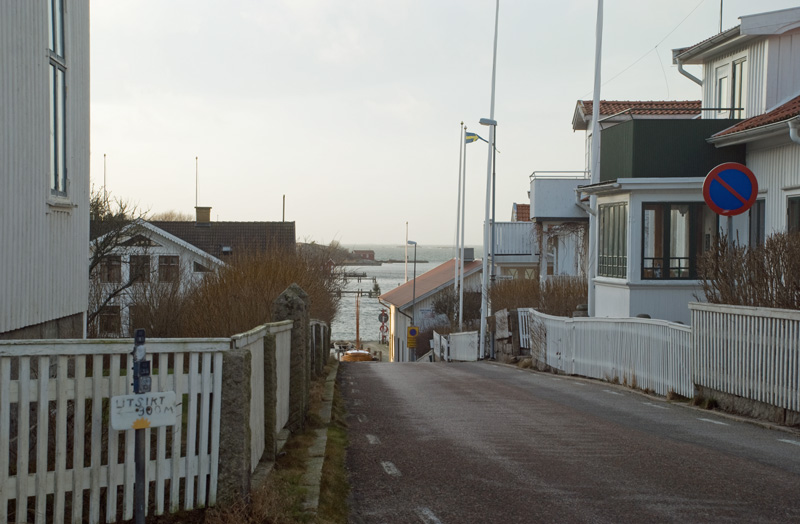
Havstenssund, mot väster

Havstenssund är en småort i Tanums kommun, Bohuslän, Västra Götalands län. Havstenssund ligger 7 km nordväst om Grebbestad, ytterst på en halvö, Tanumsnäset eller Havstenssundshalvön. Äldre stavningar av ortnamnet är Hafstensund och Havstensund.
Vatten och öar väster om Havstenssund, bland annat ön Torgrimmen ingår i Kosterhavets nationalpark.

## Etymologi
Havstenssund betyder "sundet vid ön Havsten".

## Historia

### Medeltiden
Första gången som området kring nuvarande Havstenssund nämns, är i samband med en sjöstrid år 1196 mellan norske kungen Sverre Sigurdsson och hans motståndare, de biskopstrogna baglarna. I samband med striden nämns gården Sonaberg (nedanför ”Sönneberget”) samt Seimsfjorden som är ett äldre namn på Sannäsfjorden.

### 1600-talet
På en karta från 1600-talet markeras en ankarplats vid Havstenssund.

#### Fred och förändrad sjöfart
Bohuslän och därmed Havstenssund blev svenskt vid freden i Roskilde år 1658. Troligen innebar svenska Kunglig Majestäts förbud mot allmogeseglation en omfattande förändring för sjöfarten i norra Bohuslän. Nu var det stapelstädernas borgare som skulle bedriva handeln och äga fartygen. Allmogen fick enbart frakta egna varor.

#### Havstenssund blev nästan stad
När Bohuslän blev svenskt år 1658 var de nya herrarnas planer att norra Bohusläns handel skulle ske via stapelstäderna Uddevalla, Marstrand och Göteborg. Men befolkningen i norra Bohuslän fortsatte med handeln med Fredrikshald och därmed gick stora värden, främst betalning för timmer, andra vägar än in svenska kronans och stapelstädernas borgares kassakistor.
För att förhindra handeln över den nya riksgränsen, så måste kronan skapa en stapelstad också i norra Bohuslän. Vid två tillfällen lades förslag fram om plats för den nya staden. I den första utredningen föreslogs Dynekilen alternativt Tanumsnäset som lämpliga platser. I den andra utredningen föreslogs de två små strandsittarbosättningarna Strömmen vid Strömsåns utlopp i Kosterfjorden eller det mer sydliga Havstenssund på Tanumsnäset som alternativ för den nya stadens lokalisering. Tullens företrädares omdöme fick väga tungt och han pekade på Strömmen. Strömstad erhöll sitt första privilegiebrev den 23 maj 1667.

#### Tull i Havstenssund
Enligt den muntliga traditionen inrättades en tullstation i Havstenssund när Bohuslän blev svenskt. Motivet skulle bland annat vara att förhindra smuggling av salt från Norge. Traditionen förefaller vara sann, då det enligt ett Kungligt brev med bestämmelser för sillfisket i Bohuslän från den 13 oktober 1666, slås fast att tullen i Havstenssund skall övervaka sillfisket utanför Sotenäs huvud. Ingen sill från Sotenäsets huvud och norrut skulle få fiskas för försäljning; endast för husbehov.

### 1700-talet
När folkbokföringen i Tanums socken började under de första åren på 1700-talet, kunde man konstatera att det i Havstenssund bodde bland annat lotsar och andra personer med anknytning till sjöfarten. De första till namnet kända lotsarna i Havstenssund var bröderna och lotssönerna Hans och Per Tollesson, de var födda på Kalvö under 1690-talet.

#### Krogkrig
I tingsrättsprotokollen från tinget på Hede (Tanumshede) skymtar även en annan näring, med anknytning till sjöfarten fram: krogrörelser. Att krogrörelserna sätter spår i protokollen beror på att den lagliga krogen, Gröne Jägaren, har konkurrens av en svartkrog.

#### Tordenskjold och Havstenssund
I ett brev redogör Peder Wessel (senare, som adlad, Peder Tordenskjold) hur han i mars år 1712 lurade och med vapenmakt tvingade lotsar i vattnen söder om Segelskären att komma ombord på hans fartyg Ormen. Lotsarna tvingades sedan under hot att visa vägen till Göteborg, där de senare släpptes fria. Det bör ha varit lotsar från Havstenssund eller Kalvö som utsatts för kidnappningen.
I samband med Karl XII:s två norska fälttåg i början av 1700-talet överfölls en mindre grupp svenska transportfartyg i Havstenssund av danska krigsfartyg ingående i Peter Tordenskjolds eskader.
I brev till överbefälhavaren i Norge, general Wedel, skriver Peter Tordenskjold den 17 september 1717, att en liten grupp fartyg under ledning av galléen Castor lyckades överraska och ta över fyra svenska fartyg: en huckert och tre skutor. Ett femte fartyg, som var grundstött, stacks i brand. De fyra erövrade fartygen fördes upp till Magö vid Hvaleröarna. Fartygens besättningar retirerade upp på land, annars skulle de också ha förts till Hvaleröarna, skriver Tordenskiold.
Troligen var ägaren till de fem överfallna fartygen i Havstenssund kaparredaren Lars Gathenhielm. Man kan ana sig till detta av Gathenhielms kvarlämnade brevväxling med kronan. Uppenbarligen var det ett okänt faktum för Tordenskjold, när han skrev brevet till sin överordnade. Tordenskjold skulle givetvis sett det som en stor framgång, om han lyckats näpsa den kaparredare, som ställde till så stora problem för den för kriget så viktiga konvojtrafiken mellan Danmark och Norge.

#### Lotsen flyttar
Senare under 1700-talet flyttade lotsverksamheten till Hällsö väster om Havstenssund. På Hällsö byggdes en lotsutkik på det höga berget vid sundet mot Havstenssund.

#### Hummerfiske
Då de fullvärdiga stapelstäderna Uddevalla och Göteborg var belägna långt bort från hummervattnen i norra Bohuslän, så begärde allmogen från Bohuslän vid riksdagen år 1738 att utförsel via holländska hummerhukare även skulle få ske från orter utan stapelrättigheter. Kunglig Majestät beslöt att hummer fiskad på kusten mellan Strömstad och Bovallstrand skulle få exporteras även från Havstenssund och Fjällbacka. I förteckningar över införsel via holländska hamnar under denna tid, så nämns Havstenssund som ursprungshamn.

### 1800-talet
Havstenssund ligger på gården Fårabys ägor. På 1840-talet köpte Johannes Corneliusson en fjärdedel av Fåraby och startade Bohusläns första firma för lagring och saluförsel av ostron och hummer. Familjen Corneliusson hade ända in på 1900-talet i stort sett monopol på både mottagning av fisk och skaldjur samt på försäljning av dagligvaror i samhället. Monopolet bröts då det bildades både en kooperativ fiskarförening och en kooperativ livsmedelsaffär i samhället. 1974 upphörde Corneliussons fiskmottagning i Havstenssund.
Stenindustrin var stor näringsgren i Havstenssund under slutet av 1800- och början av 1900-talet. Det mesta av stenindustrin var förlagd till ön Havsten strax norr om samhället, men många av stenhuggarna bosatte sig i Havstenssund.

### 1900-talet
Fiskare i Havstenssund, som i många andra kustsamhällen, köpte vid 1900-talets början in engelska kuttrar som huvudsakligen användes för dörjfiske efter makrill i yttre Skagerrak och i Nordsjön samt för fraktfart.
Under 1900-talets första del ökade räkfisket, för att så småningom bli den dominerande näringen i Havstenssund. Under 1900-talets senare del har räkfisket delvis ersatts av kräftfiske med såväl trål som burar. Fiskets betydelse för orten har dock på senare år minskat.
För Havstenssund inrättades 25 november 1927 ett municipalsamhälle i Tanums landskommun som varade till 31 december 1957.

## Samhället
Vid infarten till samhället ligger Havstenssunds kapell.
I Sönnebergets norra sluttning, bakom den före detta Konsum-butiken, finns en mer än 10 m djup, cirka 100 m lång och cirka 1 m bred spricka i berget. Det går att gå genom sprickan. Sprickan kallas "Koppraklöva" eller "Målareklöva". Klåvan är mer imponerande än den mer berömda i Fjällbacka. 

## Kommunikationer
Havstenssund var tidigt en viktig punkt för den kustnära sjöfarten. Här kunde fartygen, i lä av de höga bergen, avvakta bättre väder för passage söderöver, förbi Tjurpannan.
Att erbjuda lotstjänster var därför en försörjningsmöjlighet för den som bodde i Havstenssund och på öarna runt omkring. Lotsverksamheten i Havstenssund flyttades tidigt över till ön Hällsö, där en lotsutkik byggdes.
För att i mörker underlätta passagen förbi Tjurpannan och undvika grundområdena söder därom och ta sig längs farleden upp till Havstenssund, så uppfördes år 1890 en ledfyr  i ”Sunnegabet” den så kallade Havstenssund nedre (Sunnefyren) och år 1901 ytterligare en fyr norr om Havstenssund, på ön Havsten Havstenssund övre (Havstenfyren). Tillsammans ger de två fyrarna en enslinje, som säkrare leder förbi grunden söder om Väcker.
Numera trafikerar Västtrafik Havstenssund med flera dagliga bussturer från Tanumshede och Tanum station via Grebbestad.

## Näringsliv
Havstenssund är ett gammalt fiskeläge. Samhället var förr helt beroende av fiske och sjöfart. Några trålare och kräftfiskare finns kvar. Under våren och försommaren fångas makrill huvudsakligen i vad och höstens hummerfiske är viktigt för många, såväl yrkesfiskare som fritidsfiskare, men idag svarar försäljning och service av fritidsbåtar för den mesta av sysselsättningen på orten. Många dagpendlar till arbeten i andra närbelägna orter.